# Жигалов Андрій Миколайович
Андрій Миколайович Жигалов (21 квітня 1966, Челябінськ, РРФСР, СРСР) — актор кіно, цирковий актор, професійний клоун. Володар призів та кінопремій ряду міжнародних кінофестивалів.

## Біографія
На початку 1990-х років закінчив естрадно-циркове училище, під час навчання у якому був запрошений на головну роль Колі в трагікомедії Миколи Досталя «Облако-рай». Картина була помічена і глядачами, і професіоналами кіно, з успіхом демонструвалася на ряді кінофестивалів. Після вдалого дебюту Андрій Жигалов знявся ще в декількох фільмах, а в 1993 році виїхав за контрактом працювати до європейських цирків. Він здобув популярність, зі своїм естрадно-цирковим проектом «Жигалов-шоу», артист виступає в цирках Німеччини, Франції, Швейцарії зі своїми колегами Давидом Лариблє та Аленом Шабою.
Але в 2005 році Жигалов відгукнувся на пропозицію Миколи Досталя знятися в продовженні фільму «Хмара-рай» — картині «Коля — перекоти поле».

## Фільмографія
- 1990 — «Сестрички Ліберті» — Генка
- 1990 — «Хмара-рай» — Коля
- 2005 — «Коля — перекоти поле» — Коля